# Polyabolo
Les polyabolos, aussi appelés polytans, sont des polygones constitués de plusieurs triangles isocèles rectangles (demi-carrés) superposables, assemblés de toutes les façons possibles, côte-à-côte, sans superposition et sans juxtaposition d'un côté du carré unitaire et d'une de ses diagonales. Cet objet des mathématiques récréatives est un cas particulier de polyformes où l'on accole entre elles des formes identiques, ici des demi-carrés.

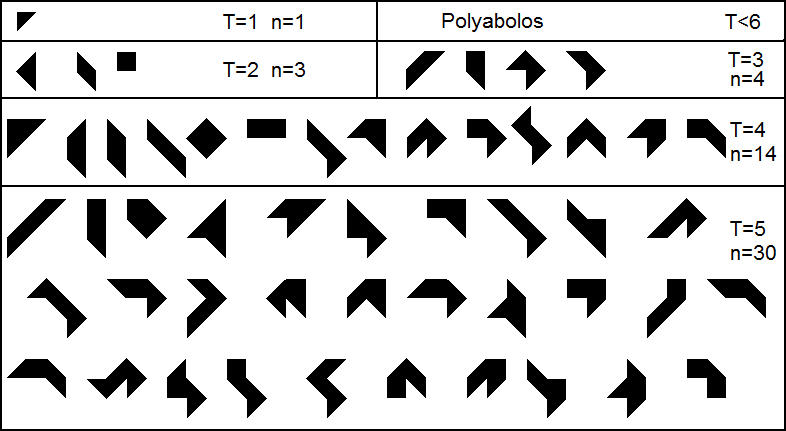
les premiers polyabolos

Le terme polyabolo a été forgé par S.J.Collins de Bristol et utilisé par H.O.O'Beirne (New SCientist, 1961) sur le modèle des polyominos (Salomon W.Golomb, 1952) en accolant au préfixe poly- la fin du mot diabolo, par allusion à la forme du diabolo, même si cette forme n'est pas un polyabolo car les 2 triangles isocèles qui la composent ne se joignent que par leur sommet. Les termes désignant les polyabolos selon le nombre de triangles ont été créés sur le même modèle : monoabolo (1 triangle), triabolo (3 triangles), tetrabolo (4 triangles), etc.
On peut voir aussi les polyabolos comme les formes que l'on construit en joignant les sommets d'un quadrillage selon les côtés du quadrillage ou selon ses diagonales, sans croisement entre les côtés. Les formes qui peuvent se superposer après une rotation ou une symétrie sont considérées comme équivalentes. Parfois cependant, les formes qui ne peuvent se superposer qu'avec une réflexion (symétrie axiale) sont distinguées comme chirales ou bi-faces, comme le parallélogramme.
Un polyabolo ne présentant aucun élément de symétrie peut être représenté de 8 manières congruentes sur un quadrillage (8 alias). Le nombre d'alias est réduit à 4, 2 ou 1 selon la présence des éléments de symétrie comme le montre l'illustration où on passe d'un alias à l'autre situé juste en dessous par une rotation d'un quart de tour dans le sens horaire.

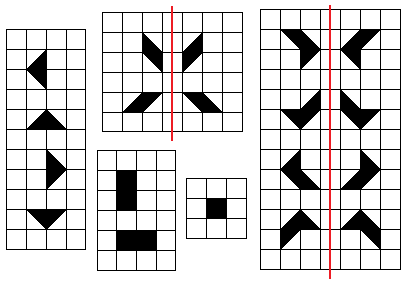
les différents alias d'un polyabolo selon ses éléments de symétrie

## Comptages
Il n'y a qu'un seul monoabolo (polyabolo constitué d'un seul triangle). 3 polyabolos sont constitués de 2 triangles (diabolos) : 1 triangle et 2 quadrilatères convexes (1 carré et 1 parallélogramme).
4 polyabolos sont constitués de 3 triangles (triabolos) : 2 quadrilatères (2 trapèzes dont 1 isocèle et l'autre rectangle) et 2 pentagones non-convexes dont 1 symétrique.

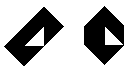
les 2 premiers polyabolos à trou sont des heptabolos

Il y a 14 tetrabolos dont 6 convexes se répartissant en 1 triangle, 5 quadrilatères, 2 pentagones et 6 hexagones. Il y a 30 pentabolos dont 3 convexes se répartissant en 3 quadrilatères, 6 pentagones, 12 hexagones et 9 heptagones.
La suite des nombres de polyabolos quand le nombre T de triangles unitaires augmente est donné dans le tableau ci-dessous pour T<13. À partir de 7 triangles accolés, on voit apparaître des formes à trous que l'on doit ajouter à la liste précédente.
| T  | nom        | nombre sans trou | nombre avec trous | nombre total voir suite A006074 de l'OEIS |
| -- | ---------- | ---------------- | ----------------- | ----------------------------------------- |
| 1  | monoabolo  | 1                | 0                 | 1                                         |
| 2  | diabolo    | 3                | 0                 | 3                                         |
| 3  | triabolo   | 4                | 0                 | 4                                         |
| 4  | tétrabolo  | 14               | 0                 | 14                                        |
| 5  | pentabolo  | 30               | 0                 | 30                                        |
| 6  | hexabolo   | 107              | 0                 | 107                                       |
| 7  | heptabolo  | 316              | 2                 | 318                                       |
| 8  | octabolo   | 1105             | 11                | 1116                                      |
| 9  | ennéabolo  | 3667             | 76                | 3743                                      |
| 10 | décabolo   | 12818            | 422               | 13240                                     |
| 11 | undécabolo | 44289            | 2187              | 46476                                     |
| 12 | dodécabolo | 155725           | 10633             | 166358                                    |

Si on s'intéresse uniquement aux polyabolos convexes, la liste est la suivante (jusqu'à 32 triangles unitaires) :
Certains polyabolos ont des éléments de symétrie : 1 axe, 1 centre d'ordre 2 ou d'ordre 4, 2 axes perpendiculaires ou même 4 axes comme le carré. Lorsqu'un polyabolo a un nombre impair de côtés, il ne peut pas présenter de centre de rotation. Même chose si c'est son nombre de triangles unitaires (son aire) qui est impair. La liste des polyabolos symétriques est la suivante :
| T  | C 1 centre | A 1 ou plusieurs axe(s) | D 2 ou 4 axes (et 1 centre) | total = C + A - D polyabolos symétriques |
| -- | ---------- | ----------------------- | --------------------------- | ---------------------------------------- |
| 1  | 1          | 0                       | 0                           | 1                                        |
| 2  | 2          | 2                       | 1                           | 3                                        |
| 3  | 0          | 2                       | 0                           | 2                                        |
| 4  | 5          | 6                       | 2                           | 9                                        |
| 5  | 0          | 4                       | 0                           | 4                                        |
| 6  | 14         | 16                      | 3                           | 27                                       |
| 7  | 0          | 11                      | 0                           | 11                                       |
| 8  | 43         | 50                      | 5                           | 88                                       |
| 9  | 0          | 34                      | 0                           | 34                                       |
| 10 | 146        | 155                     | 7                           | 294                                      |

## Périmètre et nombre de côtés maximum
D'une façon générale le nombre de côtés d'un polyabolo contenant T triangles unitaires varie entre 3 et T+2.
Cette propriété découle naturellement du théorème de Pick qui caractérise les polygones sur quadrillage : P+2I=T+2 où P est le nombre de points sur le Périmètre, I le nombre de points à l'Intérieur et T le nombre de Triangles unitaires.
Lorsque I est nul, cette relation devient P=T+2.
Pour avoir un maximum de côtés, chaque point sur le périmètre doit être un sommet du polygone.
Dans ce cas, P mesure le nombre de côtés qui vaut donc T+2 au maximum.

## Puzzles polyaboliques
La capacité d’agrégation des polyabolos entre eux est à la base de son utilisation en mathématiques récréatives. Le jeu consiste à essayer toutes les combinaisons possibles d'un sous-ensemble de polyabolos pour construire des formes figuratives (utilisation habituelle du jeu du Tangram) ou dotées de certaines propriétés (convexes, symétriques, ayant une enveloppe convexe maximale, étant un agrandissement d'une des pièces, etc.).

### Dissections du carré

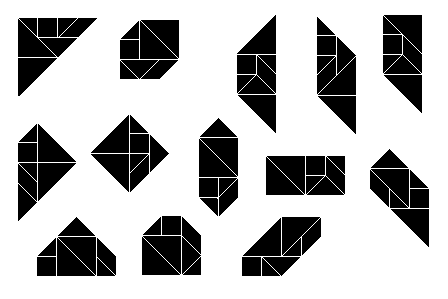
les 13 polyabolos convexes réalisables avec les pièces du Tangram

Le Tangram est le plus connu des puzzles à pièces polyaboliques. Il est constitué de 2 tetrabolos triangulaires, des 3 diabolos et de 2 monoabolos. La totalité des pièces du Tangram est 16 triangles unitaires et donc il peut reconstituer un carré dont les côtés font 2 hypoténuses du triangle unitaire. Si on se contente d'assembler les pièces du Tangram en joignant toujours au moins deux sommets et deux côtés se correspondant (côtés du carré unitaire ou diagomnales du carré unitaire), alors les différentes formes créées sont des polyabolos d'aire T=16 dénommées Snug-Tangrams par R.C. Read, et dans ce cas, les formes possibles sont en nombre fini. Bien sûr, il est possible d'assembler les pièces autrement, et dans ce cas, le nombre des formes possibles devient infini. 

Parmi les formes polyaboliques que peuvent reconstituer les pièces du Tangram, on n'en trouve que 13 qui soient convexes (voir l'image). Il existe bien d'autres puzzles à pièces polyaboliques tels que Chie-no-ita (ou Tangram japonais), la Croix Brisée, Heptex, etc. Certains de ces puzzles permettent de reconstituer un carré et d'autres ne le permettent pas comme la Croix Brisée. L'intérêt de pouvoir reconstituer un carré est pratique (ranger le puzzle est plus aisé), esthétique (symétries de la figure) et ludique (source de questionnements) à la fois.

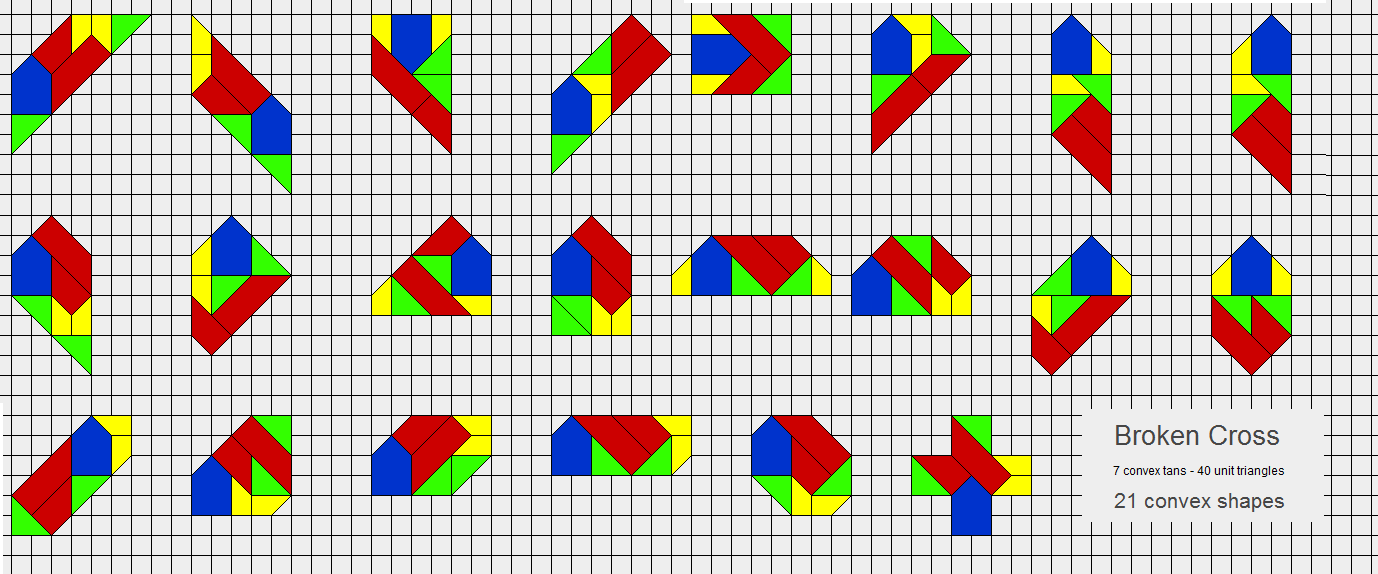
Croix Brisée, puzzle de 7 pièces polyaboliques ne reconstituant pas le carré

Pour qu'un puzzle polyabolique reconstitue le carré, le nombre T de triangles unitaires le composant doit nécessairement être un de cette liste : 2-4-8-16-18-32-36-50-64-100 - etc. Il s'agit des séries 2n2 et 4n2, où n est le nombre de côtés du carré unitaire (série 2n2) ou le nombre de diagonales du carré unitaire (série 4n2) qu'il y a sur ces grands carrés. Tangram est une dissection du carré pour laquelle T=16.
Les dissections du carré à 7 pièces peuvent reconstituer jusqu'à 19 formes convexes si elles ont un total de 16 triangles comme le Tangram. Heptex en est un exemple. Pour arriver à reconstituer 19 formes convexes avec 7 pièces polyaboliques, il faut nécessairement avoir 2 ou 3 pièces en double.
Si on accepte des dissections du carré à 7 pièces faisant plus de 16 triangles, le nombre maximum de formes convexes reconstituables n'est pas connu avec certitude. La figure ci-dessous propose une solution avec 7 pièces convexes qui permettent de reconstituer 30 formes convexes.

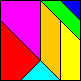
Une dissection du carré qui permet de reconstituer 30 formes convexes
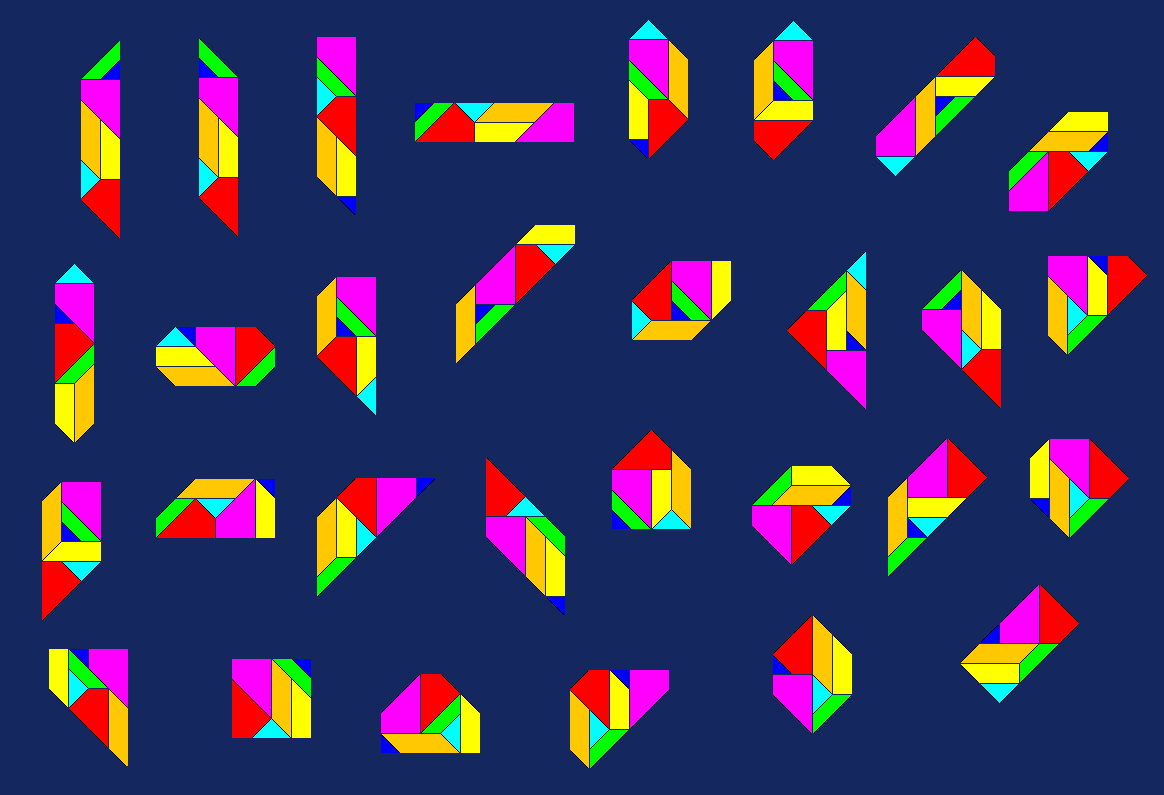
Les 30 formes réalisables avec cette dissection du carré en 7 pièces polyaboliques convexes

### Reconstitution de rectangles avec un type de polyabolo
En 1968, David A. Klarner a défini l'ordre d'un polyomino. De même, l'ordre d'un polyabolo P peut être défini comme le nombre minimum de copies congruentes de P qui doivent être assemblées (autorisant les translations, rotations, et reflexion) pour former un rectangle.

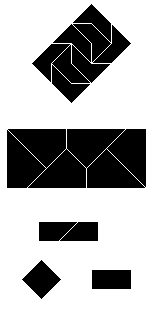
Exemples de reconstitution minimale d'un rectangle avec des polyabolos.

Un polyabolo est évidemment d'ordre 1 s'il est lui-même un rectangle. Les polyabolos d'ordre 2 se reconnaissent aussi facilement. Solomon W. Golomb a trouvé des polyabolos, incluant un triabolo, d'ordre 8.
Michael Reid a trouvé un heptabolo d'ordre 6.

### Assemblages de polyabolos
Les assemblages de polyabolos sont les figures qu'il est possible de reconstituer avec tout ou partie d'un ensemble de polyabolos du même type. Par exemple, la figure ci-dessous présente quelques figures réalisées avec un ensemble de 18 polyabolos souvent appelé Super Tans ou encore 18 Pro Tangram.

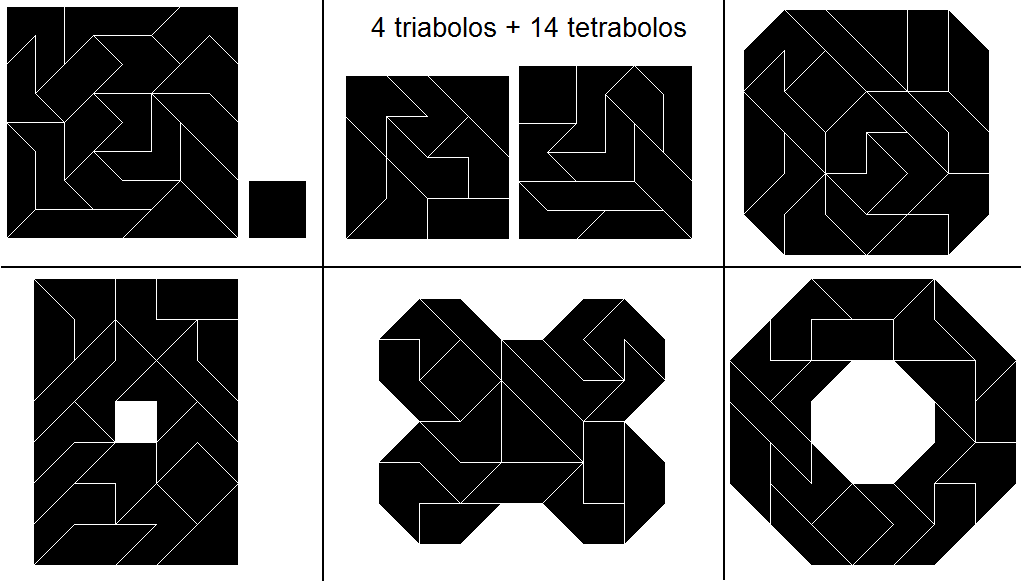
6 figures réalisées avec l'ensemble des 14 tetrabolos et des 4 triabolos appelé Super Tans.

Cet ensemble contient tous les triabolos et tous les tetrabolos ce qui lui confère une sorte de légitimité naturelle qui le prédispose à être étudié pour ses qualités combinatoires.
Parmi les autres assemblages largement étudiés et illustrés dans les liens ci-dessous figurent les tetrabolos seuls, avec qui il a été prouvé qu'on ne pouvait reconstituer de rectangle et que seules, 8 formes convexes pouvait être réalisées. Par contre, les auteurs ont fait la liste de tous les rectangles, tous les parallélogrammes, etc. qu'il est possible de former avec une partie de cet ensemble souvent appelé Super Tangram. La question de la triplication des tetrabolos avec 9 pièces tetraboliques a aussi été résolue. D'autres figures intéressantes avec les ensembles complet de polyabolos d'une même taille ont été découverts>.
Beaucoup d'autres problèmes combinatoires ont trouvé des solutions, comme la reconstitution d'un hexabolo agrandi 5 fois avec l'ensemble des 30 pentabolos. Cet ensemble totalise en effet une aire de 150 triangles et un hexabolo (6 triangles) agrandi 5 fois aura donc une aire de 6 fois 52, soit 150 triangles. Les 107 hexabolos agrandis sont réalisables avec les pentabolos.

### Problèmes avec ou sans solution
L'ingéniosité et la créativité des chercheurs amènent sans cesse de nouveaux problèmes dans ce domaine des polyabolos comme d'ailleurs un peu partout en mathématiques. Ces problèmes finissent souvent par être résolus, mais parfois, ils restent en attente d'une solution, souvent liée à la capacité de traitement des ordinateurs. Dresser une liste de tels problèmes en attente de solution est déjà en soi une entreprise délicate qui demande d'être bien informé. Un premier exemple de tel problème est donné par M. Gardner
 citant John Conway : quelles seraient les formes d'un ensemble "optimal" de 7 pièces polygonales et convexes qui reconstitueraient le maximum de formes convexes? Si on limite la question aux pièces polyaboliques, la question est déjà très difficile car il faut tester toutes les tailles possibles de carré et il y en a une infinité. On conçoit qu'il faut, pour ces problèmes, recourir à certains arguments logiques, tout en disposant d'une forte capacité de traitement informatique.